# Ґава-голіградська культура
Ґава-голігради культура, Ґава-голіградська культура — археологічна культура ранньої залізної доби, поширена в Східних Карпатах і Подунав'ї наприкінці III — першій половині І тисячоліття до н. е. Місцевий варіант Гальштатської культури, що називається «фракійським».

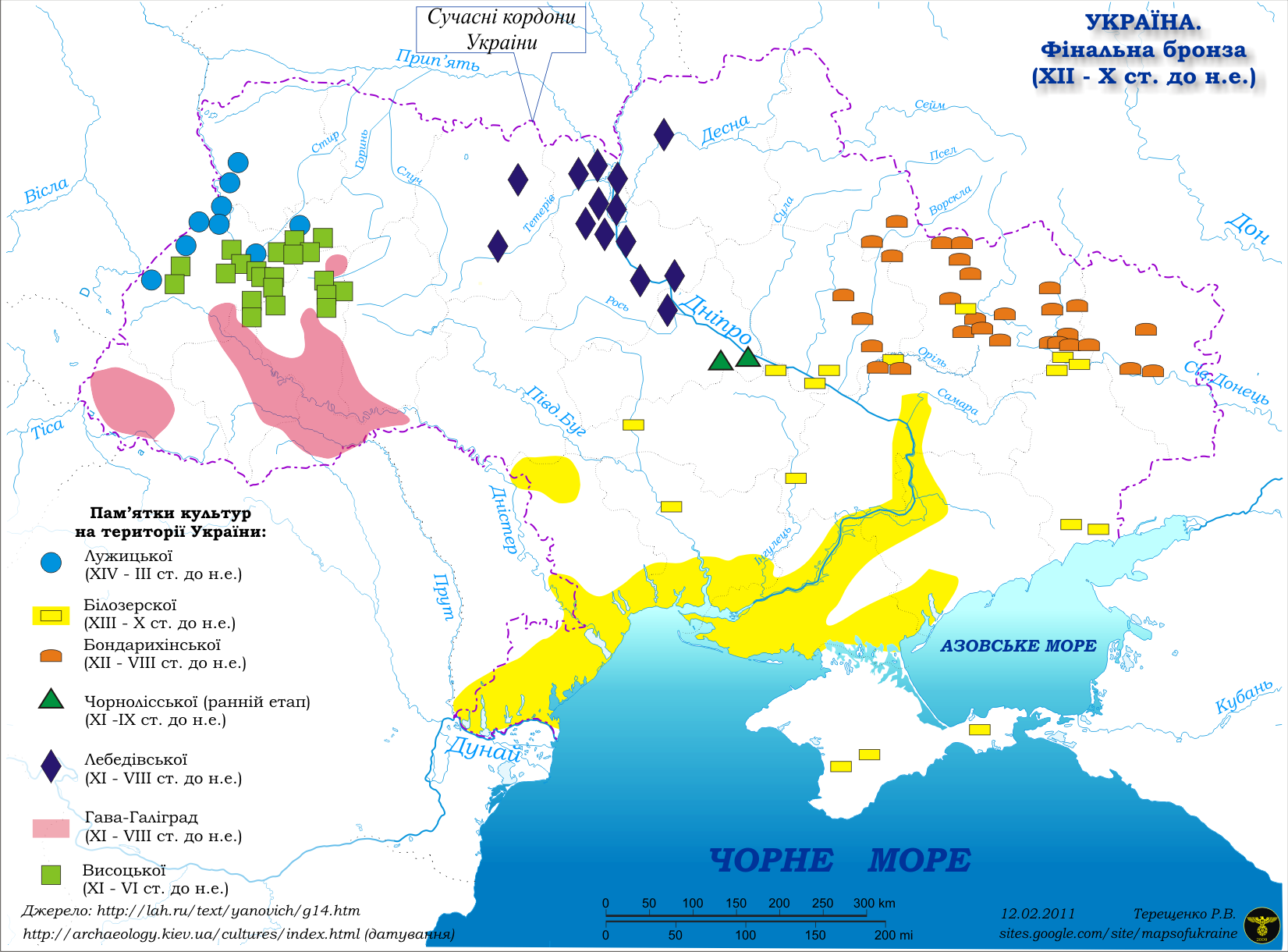

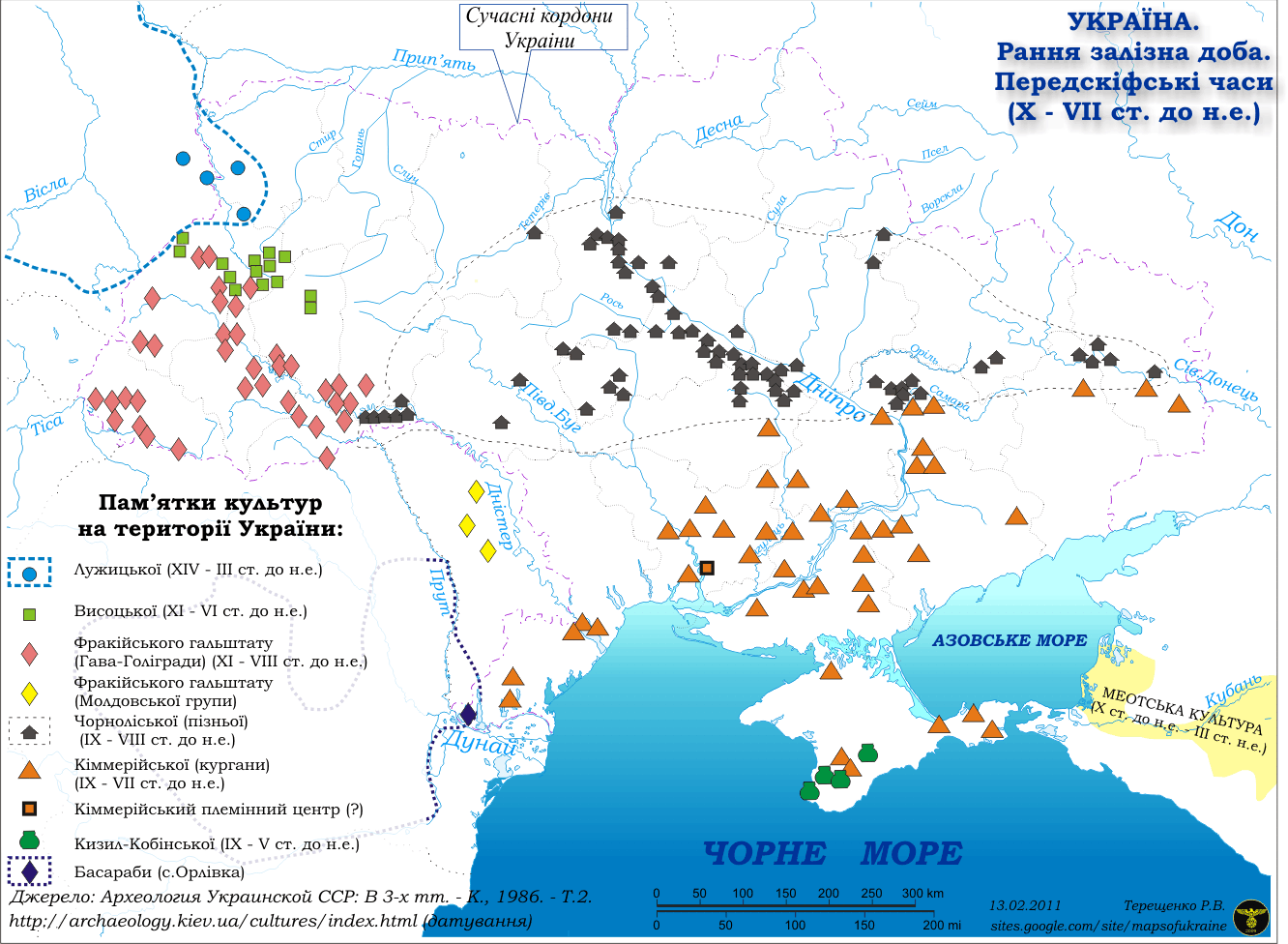

Назва «Ґава» походить від археологічного об'єкту Ґава у Північно-Східній Угорщині, «голігради» — від поселення біля с. Голігради на Тернопільщині.

## Етнічна належність
Питання про етнічну належність народу культури достатньо складне. Найвірогідніше, що ґава-голіградське населення є одним із північно-фракійських племен, формування яких відбулося в Карпато-Дунайському регіоні протягом 1200—900 рр. до Р. Х.. Разом з тим, є думка про ілірійське походження згаданих племен. 

## Сусідня Висоцька культура
Крім носіїв ґава-голіградської культури на території Північно-Східного Прикарпаття існували також племена, представлені кількома археологічними культурами, зокрема висоцькою культурою (1000—600 рр. до Р. Х.). Населення, що належало до цієї культури, розташовувалося у районі вододілу Західного Бугу, Дністра та Стиру. На відміну від прийшлих племен ґава-голіградської культури, носії висоцької культури за походженням є автохтонними, зв'язаними генетичне з попередніми племенами тшинецько-комарівської культури доби бронзи. Існує цілком обґрунтована думка щодо внеску носіїв висоцької культури у формування перших елементів культури праслов'ян.

## Поширення
Ґава-голіградська культура була поширена на сході Словаччини, північному сході Угорщини, та північному заході Румунії у Семимісті.
Ґава-голіградська культура почала формуватись у Верхньому Потиссі, поступово просуваючись у сусідні райони України. Пізні групи населення Ґава-голіградської культури взяли участь у формуванні місцевих етнічних груп, що належали до фракійців.
В Україні пам'ятки цієї культури поширені в Тернопільській, Чернівецькій, Івано-Франківській, Закарпатській, південній частині Львівської і Хмельницької областей. Існувала в 1100—700 рр. до РХ (іноді 1000—600 рр. до РХ).

## Пам'ятки культури
Відомі понад 100 поселень, 6 городищ, 21 скарб. Городища виявлені біля сіл Лисичники та Нижнє Кривче на Тернопільщині. Городище біля с. Лисичники займало 160 га, збереглися вал і рів.
Поселення неукріплені, житла наземні і вкопані в землю.
Для поховального обряду (Сопіт) характерне тілоспалювання покійників і захоронення решток у глиняних посудинах (урнах).
З речей матеріальної культури переважає глиняний ліпний посуд (горщики, глечики, миски) з лощеною поверхнею, крем'яні, кам'яні і кістяні знаряддя. Багато бронзових знарядь — сокир (кельтів), серпів, наконечників списів, браслетів та інших прикрас.
Найвідоміші скарби: Михалківський скарб золотих речей (тепер село Михалків Тернопільської області), Грушківський (село Грушка, Івано-Франківщина) скарб бронзових речей (серпів, кельтів, мечів, кинджалів, прикрас).
Населення Ґава-голіградської культури займалось землеробством, скотарством, різними допоміжними господарськими промислами. Серед ремесел велику роль відігравала бронзоливарна справа. У селі Лоєва на Івано-Франківщині знайдено залишки соляних шахт і солеварного виробництва.
Основу соціального життя становили розвинені родопатріархальні відносини, виділялась багата родоплемінна верхівка. В духовній культурі, крім традиційних релігійних уявлень, простежуються вірування в священну силу вогню, культ сонця.

## Характерні пам'ятки
Румунія
- Лепуш (Lapuș; Мармарощина),
- Валя-луй-Міхай (Valea lui Mihai),
- Сфинтул-Георге (Sfântul Gheorghe; район Сімерія (Simeria)),

Словаччина
- Сомотор (Somotor [Архівовано 14 серпня 2018 у Wayback Machine.])

Угорщина
- Надькалло (Nagzkálló),
- Мезйочат (Mezőcsát)

Україна
- Магала (біля Чернівців)